# Stefan Maiwald
Stefan Maiwald (* 29. August 1971 in Braunschweig) ist ein deutscher Journalist und Schriftsteller.

## Leben
Nach dem Abitur am Martino-Katharineum Braunschweig und einem Politologie-Studium an der Universität Hamburg begann Stefan Maiwald als freier Mitarbeiter bei der Zeitschrift Tempo und absolvierte anschließend ein Volontariat beim Playboy. Im Jahr 2001 wurde er Chefredakteur der Reisezeitschrift GLOBO, seit 2002 arbeitet er freiberuflich. Inzwischen lebt er in München und auf der Insel Grado Italien. Zu seinen bekanntesten Büchern gehören Laura, Leo, Luca und ich – wie man in einer italienischen Familie überlebt sowie der historische Roman Der Spion des Dogen, der von der Autoren- und Kritikervereinigung HOMER zum besten Debüt 2017 gewählt wurde. Darüber hinaus schreibt Maiwald seit vielen Jahren Kolumnen und Reportagen für Golf Journal sowie für den Feinschmecker, Merian, GEO Saison, das SZ-Magazin, GQ, P.M. und andere Zeitschriften.

## Bibliographie (Auswahl)
- Kleine Philosophie der Passionen – Golf, dtv Verlagsgesellschaft, München 2002, ISBN 3-423-26171-4.
- Laura, Leo, Luca und ich – wie man in einer italienischen Familie überlebt, dtv Verlagsgesellschaft 2007, ISBN 3-423-20960-7.
- Meine Schwiegermutter ist cooler als deine, dtv Verlagsgesellschaft, München 2009, ISBN 978-3-423-40155-5.
- Meine Suche nach der besten Pasta der Welt – eine Abenteuerreise durch Italien, Goldmann Verlag 2011, ISBN 3-442-15695-5.
- Engel in 100 Tagen – 23 Versuche, ein besserer Mensch zu werden, Goldmann Verlag 2012, ISBN 3-442-15746-3.
- Wir sind Papa! Was Väter wirklich wissen müssen, Gräfe und Unzer 2014, ISBN 3-833-83625-3.
- Spitzenkoch in sieben Tagen – ein Selbstversuch, dtv Verlagsgesellschaft, München 2014, ISBN 3-423-28033-6.
- Kulinarisches Italien – 50 Kurzreisen für Genießer, Gräfe und Unzer 2015, ISBN 3-834-22133-3.
- Der Spion des Dogen. Roman, dtv Verlagsgesellschaft, München 2016, ISBN 3-423-26124-2.
- Der Knochenraub von San Marco. Roman, dtv Verlagsgesellschaft, München 2016, ISBN 3-423-26171-4.
- Die Toten von Rialto. Roman, dtv Verlagsgesellschaft, München 2019, ISBN 978-3-423-26224-8.
- Meine Bar in Italien: Warum uns der Süden glücklich macht, Molden Verlag in der Verlagsgruppe Styria, Wien 2023, ISBN 978-3-222-15105-7.
- Die Spaghetti-vongole-Tagebücher, Molden Verlag in der Verlagsgruppe Styria, Wien 2023, ISBN 978-3-222-13729-7.
- Mein Leben am Strand, Mosaik Verlag, München 2025, ISBN 978-3-442-39441-8.